# Hanselijn (Van Lijnschooten)
Hanselijn is een compositie voor fanfareorkest van de Nederlandse componist Henk van Lijnschooten. 